# تايكي كاتو
تايكي كاتو (باليابانية: 加藤 大樹) (14 مارس 1993 في نارا في اليابان – )؛ هو لاعب كرة قدم ياباني سابق كان يلعب كلاعب وسط.

## وصلات خارجية
- تايكي كاتو على موقع رابطة كرة القدم اليابانية للمحترفين (اليابانية)
- تايكي كاتو على موقع قاعدة بيانات كرة القدم.إي يو (الإنجليزية)
- تايكي كاتو على موقع Soccerway.com (الإنجليزية)
- تايكي كاتو على موقع عالم كرة القدم.نت (الإنجليزية)